# Инициативное бюджетирование
Инициативное бюджетирование (также партисипаторное бюджетирование или партиципаторное бюджетирование) –  это вид осуществления прямой демократии, позволяющий жителям муниципальной территории принимать непосредственное участие в распределении части бюджета местного самоуправления. Распределение происходит через публичный процесс выдвижения, обсуждения и выбора проектов расходования средств муниципального бюджета и последующего контроля за исполнением выбранных для реализации проектов. Изобретение инициативного бюджетирования можно датировать 1989 годом, когда в бразильском городе Порту-Алегри был принят первый городской бюджет, составленный при массовом участии жителей города.
Практики инициативного бюджетирования нацелены на вовлечение в процесс принятия решений тех слоёв населения, которые практически не участвуют в решении вопросов местного уровня: домохозяйства с низкими доходами, молодёжь, маргинальные группы и мигранты. Опыт осуществления инициативного бюджетирования в мире показывает, что привлечение широкой общественности к планированию расходов местного бюджета меняет восприятие общественностью деятельности муниципалитета в сторону признания его более честным и справедливым, повышает прозрачность и достоверность публичной отчётности муниципалитета, а также является отличной массовой школой низового администрирования и участия в принятии значимых общественных решений.
Методы инициативного бюджетирования, зародившись в 1989 году в Бразилии, с тех пор распространились по всему миру. В процессе адаптации в каждой внедрявшей эти практики стране методы были видоизменены в соответствии с региональными особенностями. Различия прежде всего были в масштабе планирования, в зависимости от страны это могли быть муниципальный, областной или региональный уровень. В некоторых странах процедуры были кодифицированы в виде законодательной нормы, в других разработчики процедур воспользовались уже имеющимися в местном законодательстве средствами. По состоянию на 2014 год инициативное бюджетирование использовалось более чем в 1500 территориальных органах власти по всему миру и представляло собой важный институт непосредственного участия граждан в управлении государством.  

## История возникновения
Изобретение концепции инициативного бюджетирования может быть датировано 1989 годом, когда власти бразильского города Порту-Алегри решили провести социальный эксперимент по привлечению горожан к распределению части городского бюджета через механизм проектов, подававшихся инициативными группами. Наиболее важным и результативным периодом такого бюджетирования в Порту-Алегри принято считать годы с 1991 по 2004. Переход к инициативному бюджету был задуман как составная часть программы по преодолению неравенства между благополучным центром и нищими окраинами, где проживало до одной трети всех горожан. Окраины представляли собой трущобы, жители которых не имели доступа к базовым коммунальным услугам (водоснабжению, канализации, школам и медицинским учреждениям).

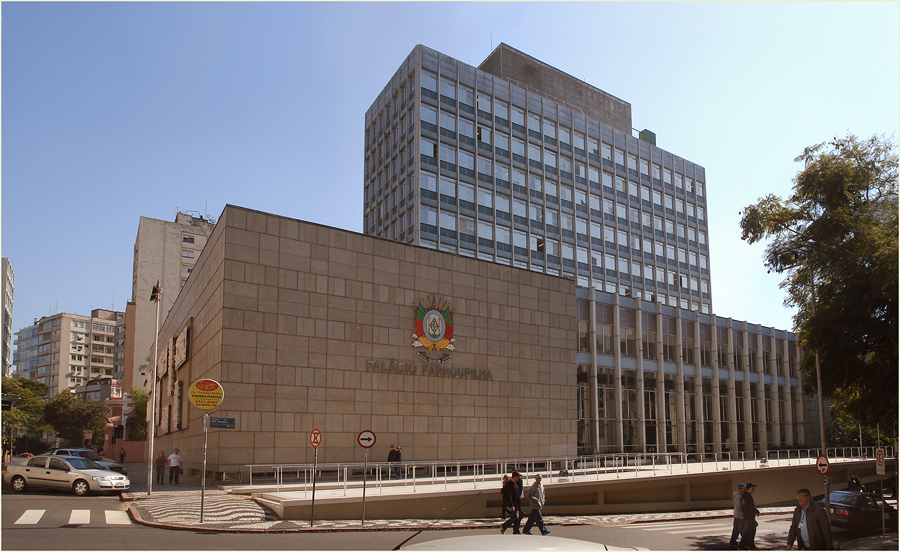
Законодательная ассамблея штата в городе Порту-Алегри

Составление инициативного бюджета происходило ежегодно и состояло из множества квартальных, районных и общегородских собраний, на которых жители и представители кварталов и микрорайонов рассматривали и определяли вопросы, требующие приоритетного решения. Муниципалитет Порту-Алегри тратил около 200 миллионов долларов в год на строительство и коммунальные услуги и эти именно деньги было решено распределять в рамках инициативного бюджета. Другие расходы городского бюджета — на обслуживание муниципального долга, содержание административных зданий, выплату муниципальных пенсий — не включались в инициативное бюджетирование. На пике программы в составлении инициативного бюджета принимало участие до 50 тысяч горожан, из самых разных слоёв городского общества. Хотя формально инициативное бюджетирование продолжалось до самого недавнего времени, тем не менее ряд авторов отмечали, что после поражения Рабочей партии на выборах 2004 года новая консервативная коалиция в значительной степени вернулась к практике закрытого коррупционного распределения бюджета.
Бюджетный цикл инициативного бюджетирования начинался в январе и продолжался в течение всего года, на собраниях жителей микрорайонов во всех 16 районах Порту-Алегри. На этих собраниях обсуждались вопросы, представлявшие интерес для городского сообщества и предлагались проекты и пути решения. Собрания выбирали представителей, уполномоченных голосовать от имени своего микрорайона, на собраниях присутствовали мэр или представители мэрии для ответов на вопросы жителей. В последующие месяцы представители собирались для уточнения параметров проектов и потребностей микрорайонов.
На втором, районном этапе бюджетирования делегаты общин и микрорайонов проводили собрания и определяли приоритетные направления своего района, а также выбирали своих представителей в рамках квоты в Гражданский бюджетный совет, состоявший из 42 человек. Основная функция Гражданского бюджетного совета заключалась в составлении бюджета, максимально справедливо учитывавшего потребности всех районов города в рамках доступных денежных средств. Бюджет, составленный и утвержденный Гражданским бюджетным советом, являлся обязательным для исполнения городскими властями. Мэрия могла предложить (но не потребовать) изменений в бюджете. Только мэр города мог наложить вето на бюджет и вернуть его в Гражданский бюджетный совет на доработку (таких прецедентов не было).
Исследование Мирового банка проводило прямую связь между инициативным бюджетом и улучшением коммунальной и бытовой ситуации в Порту-Алегри. Например, подключение к водопроводу и канализации выросло с 75 % домохозяйств в 1988 году до 98 % в 1997 году. Количество школ увеличилось в четыре раза по сравнению с 1986 годом. Другие исследователи отмечали, что участие в планировании и исполнении бюджета имело очень широкий спектр последствий для политической и гражданской жизни в стране, способствовало появлению в Бразилии института активного ответственного гражданства. Появился широкий слой людей, воспринимавших себя как часть городского управления, а городские власти — как ответственных за исполнение решений, принятых общественностью. 
За годы функционирования инициативного бюджета он, по-видимому, оказал воздействие и на структуру распределения бюджетных средств Порту-Алегри. Так, в частности, доля образования и здравоохранения в городском бюджете увеличилась с 13 % в 1985 году до почти 40 % в 1996 году, а сам инициативный бюджет вырос с 17 % от городского бюджета в 1992 году до 21 % в 1999 году.
В целом, результаты распределения муниципальных средств в рамках инициативного бюджета оказались очень удачными, было осуществлено множество проектов по подаче воды, электричества и других услуг в нуждавшиеся районы города. После 25 лет функционирования гражданского бюджета инфраструктура города и уровень обеспечения горожан коммунальными услугами позволяют отнести Порту-Алегри к лучшим не только в Бразилии, но и в целом по Южной Америке. Пример Порту-Алегри послужил образцом для подобных проектов в ряде других стран.

## В России
В России подобные практики, как правило, связаны с решением вопросов местного значения. По состоянию на конец 2017 года 43 региона участвовали в развитии инициативного бюджетирования. От региона к региону дизайн используемых каналов вовлечения граждан может различаться, однако как правило практики подразумевают обсуждение бюджетных вопросов, участие граждан и представителей местной власти, серийный процесс реализации, организацию публичной отчетности. Реализация практик инициативного бюджетирования позволяет достичь положительных системных социальных и экономических эффектов. 

## Обзор российского опыта
В большинстве регионов проекты реализуются на основе софинансирования из трех источников: субсидии из регионального бюджета, вклад муниципальных бюджетов, а также добровольные взносы со стороны населения и бизнеса. Размеры средств из каждого источника, а также общая стоимость реализованных проектов за последние два года составили следующие суммы:
| Источники финансирования                        | 2015 г.       | 2016 г.        |
| ----------------------------------------------- | ------------- | -------------- |
| Бюджеты субъектов Российской Федерации          | 1,4 млрд руб. | 5,1 млрд руб.  |
| Софинансирование со стороны населения и бизнеса | 0,4 млрд руб. | 0,7 млрд руб.  |
| Муниципальные бюджеты                           | 615 млн руб.  | 1 114 млн руб. |
| Общая стоимость проектов                        | 2,4 млрд руб. | 7 млрд руб.    |

В 2015 году в России было реализовано 2 657 проектов, в 2016 году – 8 732 проектов. Как правило, программы инициативного бюджетирования запускаются на региональном уровне, но иногда муниципальные органы власти сами инициируют их старт. В частности, в 2015 году муниципальные практики были реализованы в г.Пенза, Череповец, Сосновый Бор, Якутск.
В 2016 году к ним присоединились г.Новоуральск, Магнитогорск, Железногорск, Боровск, а также городские округа Ульяновской области.
В 2017 году прошел первый федеральный конкурс проектов инициативного бюджетирования на портале. На портале представлены примеры проектов из разных регионов России.

### Программы «Народный бюджет»
Несколько проектов в сфере инициативного бюджетирования были запущены в российских регионах в 2011 г. под единым брендом «Народный бюджет». Одним из таких регионов является Тульская область, где в рамках «Народного бюджета» за прошедшие годы распределено свыше 2 млрд рублей. «Народный бюджет» направлен на определение и реализацию социально значимых проектов на территориях муниципальных образований области с привлечением граждан и организаций. С 2015 года ключевым элементом программы стал портал «Открытый регион-71».

## Программа поддержки местных инициатив Всемирного банка
Наибольший опыт реализации проектов инициативного бюджетирования в России накоплен в рамках такой практики как Программа поддержки местных инициатив (ППМИ), которая была запущена при в 2007 году в Ставропольском крае и в дальнейшем была реализована в Кировской, Тверской, Нижегородской областях, Хабаровском крае, Республиках Башкортостан, Северная Осетия-Алания, Саха (Якутия) при консультативной поддержке Всемирного банка. Обязательным компонентом программы является незначительное софинансирование проектов со стороны граждан, которое рассматривается как способ выявить действительно насущные проблемы и осуществить приоритизацию расходов наиболее эффективно. Типология реализованных проектов отражает насущные проблемы людей на местах. Чаще всего граждане поддерживают и софинансируют ремонт дорог и организация водоснабжения, ремонт объектов культурной инфраструктуры, благоустройство территории поселений, обустройство мест отдыха и детских площадок, объекты спортивной инфраструктуры, организацию освещения, противопожарных мероприятий, благоустройство мест захоронений. На основе российского опыта Всемирного банка издано «Операционное руководство практики инициативного бюджетирования: пример Программы поддержки местных инициатив».

## Проект Центра «Res Publica» Европейского университета
В основу методики, разработанной командой Центра «Res Publica» Европейского университета, положена методология партисипаторного бюджетирования, реализованная в 1989 году в бразильском городе Порту-Алегри. Механизм предполагает распределение специально выделенной части бюджета или внешних привлеченных средств комиссией, состоящей из выбранных граждан. Участники комиссий выбираются путем жеребьевки из числа желающих, подавших заявки. Горожане в ходе проекта могут выдвигать бюджетные инициативы развития различных сфер жизни города. Подобная практика реализуется в Кировской и Ленинградской области, а также в г.Санкт-Петербург, где проект носит имя «Твой бюджет». Пилотная программа стартовала в 2016 году на базе двух районов, а в 2018 году охватила все районы города.

## Тунис
В национальной конституции Туниса 2014 года статья 139 указывает: Местные власти должны принять механизмы партисипативной демократии и принципы открытого управления для обеспечения самого широкого участия граждан и гражданского общества в подготовке программ развития и планирования землепользования, а также контроля за их реализацией в соответствии с законом. 